# Ikuo Nakamura
Ikuo Nakamura (中村 征夫, Nakamura Ikuo, * 1945, Prefektura Akita) je japonský fotograf. V roce 1988 získal cenu za fotografii Ihei Kimury.

## Ceny a ocenění
- 1987 – Cena za fotografii Ihei Kimury
- 1996 – Cena Higašikawy
- 2007 – Cena Kena Domona